# Musikjahr 1734
Liste der Musikjahre

◄◄ | ◄ | 1730 | 1731 | 1732 | 1733 | Musikjahr 1734 | 1735 | 1736 | 1737 | 1738 | ► | ►►

Weitere Ereignisse
Dieser Artikel behandelt das Musikjahr 1734.

## Ereignisse

### Johann Sebastian Bach
- Johann Sebastian Bach ist seit dem 30. Mai 1723 Thomaskantor und musikalischer Leiter der Thomaskirche in Leipzig. Außerdem hat er 1729 die Leitung des 1701 von Georg Philipp Telemann gegründeten Collegium musicum übernommen. Durch die zusätzliche Leitung des Kollegiums erweitert er seine Wirkungsmöglichkeiten im Leipziger Musikleben beträchtlich. Mit diesem studentischen Ensemble führt er deutsche und italienische Instrumental- und Vokalmusik auf, darunter seine eigenen in Weimar und Köthen entstandenen Konzerte, die er später auch zu Cembalokonzerten mit bis zu vier Solisten umarbeiten wird. Die Konzerte finden ein- bis zweimal pro Woche im Zimmermannischen Caffee-Hauß (1943 kriegszerstört) oder im dazugehörigen Garten statt.

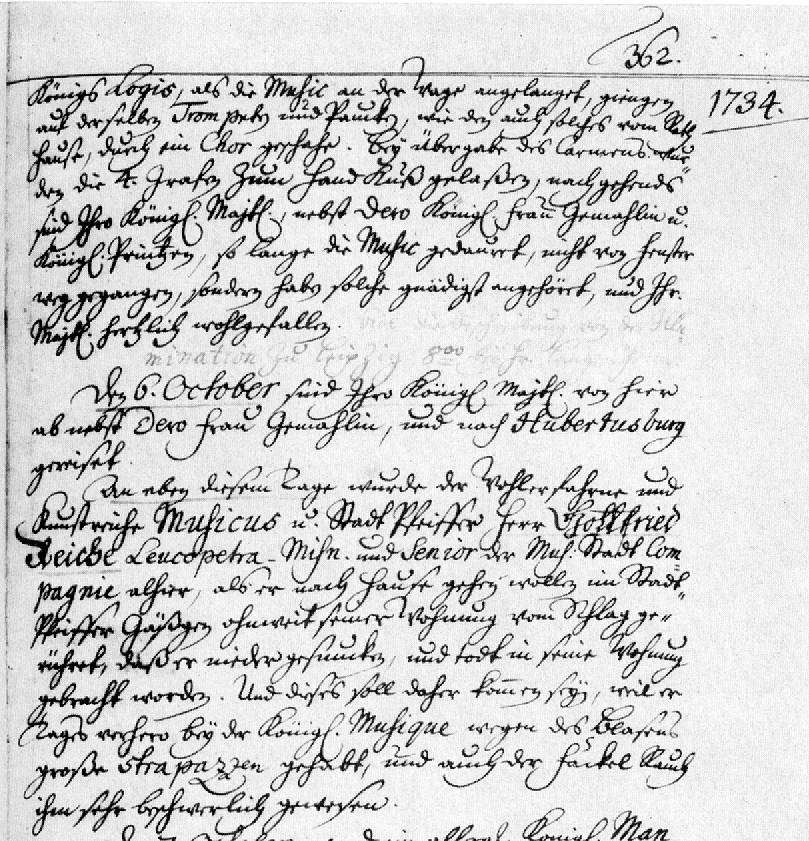
Die Chronik der Stadt Leipzig für den 6. Oktober 1734 berichtet über den Tod des Trompetensolisten Gottfried Reiche am Vortag.

- 23. April (Karfreitag): Unter der Leitung von Johann Sebastian Bach erklingt in der Leipziger Thomaskirche Gottfried Heinrich Stölzels 1720 in Gotha entstandenes Passionsoratorium Ein Lämmlein geht und trägt die Schuld.
- 00. Juli?: Die Kirchenkantate In allen meinen Taten (BWV 97) von Johann Sebastian Bach wird in Leipzig uraufgeführt.
- 05. Oktober: Anlässlich des Besuches des sächsischen Kurfürsten und polnischen Königs August III. in Leipzig wird Bachs weltliche Kantate Preise dein Glücke, gesegnetes Sachsen (BWV 215) uraufgeführt. Der Trompetensolist Gottfried Reiche bricht am nächsten Tag auf offener Straße tot zusammen, was mit der Anstrengung bei den Feierlichkeiten in Zusammenhang gebracht wird.
- 21. November: Die Kantate Thomana saß annoch betrübt (BWV Anh. 19) wird anlässlich der Begrüßung von Johann August Ernesti als Rektor der Thomasschule zu Leipzig aufgeführt. Der Text stammt wahrscheinlich von Johann August Landvoigt.
- 25. Dezember: Die Erste Kantate des Weihnachtsoratoriums „Jauchzet, frohlocket, auf, preiset die Tage“ von Johann Sebastian Bach wird vom Thomanerchor in Leipzig uraufgeführt.
- 26. Dezember: In Leipzig wird die zweite Kantate „Und es waren Hirten in derselben Gegend“ des Weihnachtsoratoriums von Johann Sebastian Bach uraufgeführt.
- um 1734: Johann Sebastian Bach komponiert auf Basis einer Dichtung von Picander die weltliche Kantate Schweigt stille, plaudert nicht (BWV 211), auch bekannt als „Kaffeekantate“.

### Georg Friedrich Händel
- Georg Friedrich Händel, der 1729 gemeinsam mit Johann Jacob Heidegger die „zweite Opernakademie“ gegründet hat, ist musikalischer Direktor dieser Nachfolgeorganisation der Royal Academy of Music.
- Händel wohnt seit Juli/August 1723 in London in der 25 Brook Street und bewohnt hier bis zu seinem Tod im Jahr 1759 zwei Stockwerke. Nahezu alle Werke, die seit 1723 entstehen, werden in diesem Haus komponiert. Auch die Vorbereitungen der Aufführungen finden oft im Händelschen Dining Room statt.
- 04. Januar: Das Dramma per musica Arbace von Georg Friedrich Händel hat seine Uraufführung am King’s Theatre am Haymarket in London. Das Pasticcio ist die Bearbeitung des erfolgreichen Librettos Artaserse von Pietro Metastasio auf der Grundlage der Oper Leonardo Vincis. Giovanni Carestini und Anna Maria Strada singen die Hauptrollen. Das Werk ist etwas erfolgreicher als die beiden ersten Pasticcis der Saison. Die Opera of the Nobility unter Nicola Antonio Porpora reagiert ein halbes Jahr später mit einer Pasticcio-Bearbeitung von Johann Adolph Hasses Artaserse, der zweiten berühmten Vertonung des Textes von Pietro Metastasio, und erzielt damit bei der Uraufführung am 29. Oktober und den folgenden Aufführungen einen ganz außergewöhnlichen Erfolg. Der berühmte Kastrat Farinelli hat damit seinen Durchbruch in London. Die mit einer Reihe von Einlagearien aus der Feder von Porpora, Attilio Ariosti und Farinellis Bruder Riccardo Broschi zum Pasticcio erweiterte Fassung verschafft der Adelsoper solchen Zulauf, dass Händels Personal in der Folge mehrmals vor fast leerem Haus spielen muss.
- 26. Januar: Die Oper Arianna in Creta von Georg Friedrich Händel wird am Londoner King’s Theatre uraufgeführt. Das Libretto, dessen Urheber unbekannt ist, basiert auf der literarischen Vorlage Arianna e Teseo von Pietro Pariati. Die Sopranistin Anna Maria Strada und der Mezzosoprankastrat Giovanni Carestini singen die Hauptrollen.
- 13. März: Anlässlich der Hochzeit von Prinzessin Anne mit Wilhelm IV. von Oranien wird die Serenata Il Parnasso in festa uraufgeführt. Es ist Händels letzte Uraufführung am King’s Theatre. Die eigentliche Vermählung des Paares findet am 25. März statt.
- 06. Juli: Der langjährige Vertrag zwischen Johann Jacob Heidegger und Georg Friedrich Händel über die Verpachtung des King’s Theatre am Haymarket läuft aus. Dieses wird von der Opera of the Nobility übernommen. Händel reagiert schnell und wendet sich an John Rich, der mit den Einnahmen aus der Bettler-Oper ein neues Theater, das Theatre Royal in Covent Garden gebaut hat. Rich erklärt sich einverstanden mit einem Spielplan, in dem sich seine Schauspiele und Pantomimen mit Händels Opern abwechseln sollen.
- 18. Dezember: Händels erste Oper am Theatre Royal in Covent Garden ist das Dramma per Musica Oreste, ein aus Händels früheren Opern zusammengestelltes Pasticcio. Die Anwesenheit der berühmten Choreographin und Tänzerin Marie Sallé und ihrer Compagnie in London nutzend, hat der Komponist es mit umfangreichen Ballettszenen ausgestattet.
- Georg Friedrich Händel veröffentlicht seine sechs Concerti grossi op. 3, die wesentlich früher zu verschiedenen Gelegenheiten geschrieben wurden.

### Domenico Scarlatti
- Domenico Scarlatti ist der portugiesischen Prinzessin Maria Bárbara de Bragança, die er am Hofe des frommen und verschwendungssüchtigen Königs Johann V. in Lissabon kennengelernt und als Musiklehrer unterrichtet hatte, nach deren Heirat mit dem spanischen Thronfolger Don Fernando von Asturien (ab 1746 König Ferdinand VI.) nach Spanien gefolgt. Von Oktober 1730 bis 16. Mai 1733 war die Alcázares Reales in Sevilla seine feste Residenz und Wirkungsstätte. Danach zieht der Hof nach Norden in die Umgebung von Madrid, wo er je nach Jahreszeit abwechselnd in den Schlössern Buen Retiro, El Pardo, Aranjuez, La Granja und El Escorial weilt.

### Georg Philipp Telemann
- Georg Philipp Telemann ist seit 1721 Cantor Johannei und Director Musices der Stadt Hamburg, eines der angesehensten musikalischen Ämter Deutschlands. In diesem Amt verpflichtet sich Telemann zur Komposition von zwei Kantaten wöchentlich und einer Passion pro Jahr, in späteren Jahren greift er allerdings bei seinen Kantaten auf frühere Werke zurück. Daneben komponiert er zahlreiche Musiken für private und öffentliche Anlässe, etwa für Gedenktage und Hochzeiten.
- Außerdem hat Telemann für ein Jahresgehalt von 300 Talern die Leitung der Hamburgischen Oper am Gänsemarkt übernommen, baut das bereits 1660 von Matthias Weckmann gegründete, aber mittlerweile nicht mehr konzertierende Collegium musicum neu auf und übernimmt zusätzlich eine Stelle als Kapellmeister von Haus aus für den Hof des Markgrafen von Bayreuth. Dorthin liefert er von Zeit zu Zeit Instrumentalmusik sowie eine Oper jährlich.

### Antonio Vivaldi
- Antonio Vivaldi ist seit 1726 musikalischer Leiter des Teatro Sant’Angelo in seiner Heimatstadt Venedig. Dort wird er sowohl als Komponist als auch als Geigenvirtuose zur lebenden Legende und zum „Wallfahrtsziel“ für viele Musiker aus ganz Europa.
- 17. Februar: Das Dramma per musica in drei Akten L'Olimpiade von Antonio Vivaldi auf das Libretto von Pietro Metastasio in einer Bearbeitung von Bartolomeo Vitturi wird im Teatro Sant’Angelo in Venedig uraufgeführt. Das Bühnenbild stammt von Antonio Mauro und die Tänze von Giovanni Gallo. Bei der Uraufführung singen die Soprankastraten Francesco Bilancioni (Megacle) und Mariano Nicolini (Aminta), die Altistinnen Anna Caterina Della Parte (Aristea), Marta Arrigoni (Argene) und Angiola Zanucchi (Licida), der Tenor Marcantonio Mareschi (Clistene) und der Bass Massimiliano Miller (Alcandro). Die Aufführung erhält viel Beifall, und auch der Dichter wurde gerühmt. Zu Lebzeiten Vivaldis gibt es keine weitere Aufführung des Werks.

### Weitere biografische Ereignisse
- Giuseppe Matteo Alberti, der seit 1726 Kapellmeister der Kirche S. Giovanni in Monte in Bologna ist, wird zusätzlich stellvertretender Kapellmeister unter Giacomo Antonio Perti an S. Domenico.
- Tomaso Albinoni vollendet 1734 seine vorletzte Oper Candalide. Im Libretto von Candalide bezeichnet er diese Oper als seine achtzigste. Wenn diese Angabe keine Übertreibung darstellt, müssen 23 Bühnenwerke von ihm als völlig verschollen gelten.
- Carl Philipp Emanuel Bach immatrikuliert sich nach einer erfolglosen Bewerbung als Organist an der Wenzelskirche in Naumburg im Jahre 1732 an der Brandenburgischen Universität Frankfurt, wo er Mitglied des dortigen Collegium musicum wird. Neben eigenen frühen Kompositionen führt er dort Werke seines Vaters auf, darunter die Ouvertüre in D-Dur mit dem berühmten Air, die Kaffeekantate und das Cembalokonzert in d-Moll (BWV 1052), vermutlich in einem eigenen Arrangement (BWV 1052a).
- Gaetano Berenstadt tritt im Jahre 1734 als Atalo in Giuseppe Maria Orlandinis Nino/La Semiramide am Teatro alla Pergola in Florenz zum letzten Mal auf einer Opernbühne auf.
- Jean-Joseph Cassanéa de Mondonville hat seinen ersten Auftritt beim Concert spirituel in Paris.

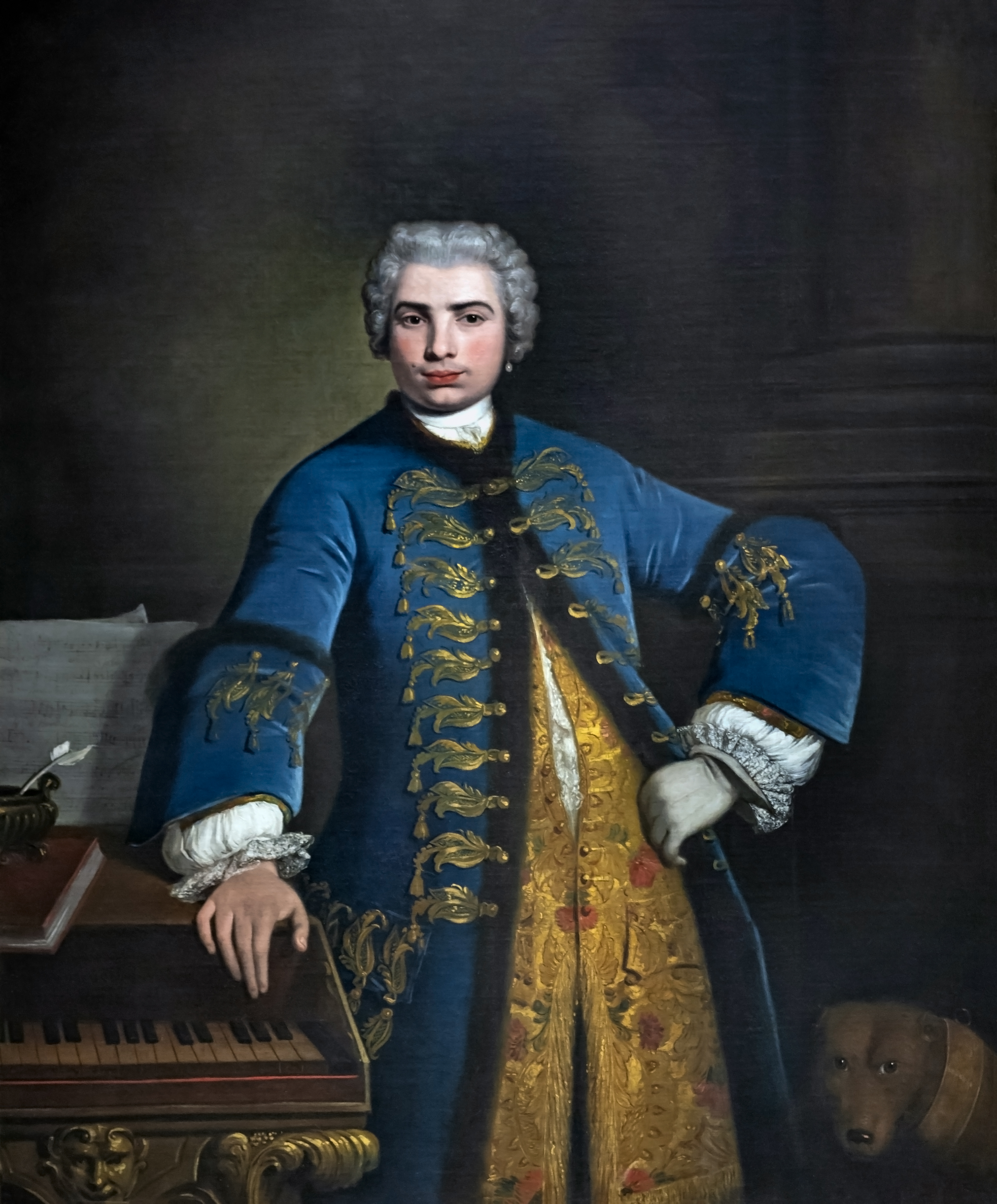
Bartolomeo Nazari – Porträt von Farinelli 1734 – Royal College of Music London

- Farinelli besucht London, um die einflussreiche Partei der Händel-Gegner zu unterstützen, die mit Nicola Antonio Porpora als Komponisten und Senesino als erstem Sänger eine konkurrierende Oper gegründet haben. Aber selbst seine mächtige Hilfe kann dem Unternehmen auf Dauer nicht zum Erfolg verhelfen. Sein erster Auftritt am Theater Lincoln’s Inn Fields erfolgt in der Oper Artaserse, deren Musik größtenteils von seinem Bruder Riccardo Broschi stammt. Er erntet triumphalen Erfolg; der Prince of Wales sowie der Hof überschütten ihn mit Wohlwollen und Geschenken. Farinelli wird drei Jahre in England bleiben.
- Louis-Gabriel Guillemain, der ab 1729 Orchestermitglied an der Oper von Lyon war, wird am 29. März Konzertmeister der königlichen Akademie in Dijon.
- Johann Adolph Hasse unternimmt mit seiner Frau Faustina Bordoni von November 1734 bis Januar 1737 eine längere Auslandsreise. Ziel dieser Reise ist Venedig, wo Hasse ab 1735 ein Haus besitzt. Ob Hasse Ende 1734 in London ist, wo die mit Georg Friedrich Händel verfeindete Opera of the Nobility unter Leitung von Nicola Antonio Porpora eine Bearbeitung seines Artaserse spielt, ist nicht erwiesen. Einigen Quellen zufolge soll Hasse eine Einladung nach London mit der Begründung abgelehnt haben, er sehe sich außerstande, gegen Händel zu konkurrieren.
- Johann Melchior Molter folgt einer Berufung als Kapellmeister und Nachfolger von Johann Adam Birckenstock an den Hof von Sachsen-Eisenach. Hier entstehen viele weltliche und geistliche Vokalkompositionen, die zum großen Teil verschollen sind.
- Giovanni Battista Pergolesi erhält am 23. Februar in Neapel die Ernennung zum Stellvertreter des königlichen Kapellmeisters Domenico Sarro mit der Option, im Falle von Sarros Ableben dessen Nachfolge anzutreten. Nach dem Rückzug der Österreicher (die seit 1707 die Stadt regiert hatten) und dem Einzug Karls von Bourbon als Vizekönig Karl III. am 10. Mai folgt Pergolesi dem Fürsten von Stigliano nach Rom. Dort ernennt ihn ein Verwandter des Fürsten, Domenico Marzio Carafa, Herzog von Maddaloni, zu seinem Kapellmeister. Im Auftrag des Herzogs komponiert Pergolesi die doppelchörige Messe F-Dur, die am 16. Mai in der Kirche San Lorenzo in Lucina aufgeführt wird. Wieder in Neapel, kommt anlässlich des Geburtstages der spanischen Königin am 25. Oktober Pergolesis neue Oper Adriano in Siria am Teatro San Bartolomeo heraus. Pergolesi hat die Hauptrolle ganz nach den Wünschen des Star-Kastraten Caffarelli (Gaetano Majorano) geschrieben, der sich einen großen persönlichen Erfolg ersingt, während das Stück als Ganzes durchfällt

### Uraufführungen

#### Bühnenwerke

##### Oper
- 04. Januar: Das Dramma per musica Arbace von Georg Friedrich Händel hat seine Uraufführung am King’s Theatre am Haymarket in London. Das Pasticcio ist die Bearbeitung des erfolgreichen Librettos Artaserse von Pietro Metastasio auf der Grundlage der Oper Leonardo Vincis. Giovanni Carestini und Anna Maria Strada singen die Hauptrollen.
- 26. Januar: Die Oper Arianna in Creta (HWV 32) von Georg Friedrich Händel wird am Londoner King’s Theatre uraufgeführt. Das Libretto, dessen Urheber unbekannt ist, basiert auf der literarischen Vorlage Arianna e Teseo von Pietro Pariati. Die Sopranistin Anna Maria Strada und der Mezzosoprankastrat Giovanni Carestini singen die Hauptrollen.
- 17. Februar: Das Dramma per musica in drei Akten L'Olimpiade von Antonio Vivaldi auf das Libretto von Pietro Metastasio in einer Bearbeitung von Bartolomeo Vitturi wird im Teatro Sant’Angelo in Venedig uraufgeführt.
- 20. Februar: Das Dramma per musica Merope von Geminiano Giacomelli auf das Libretto von Apostolo Zeno hat seine Uraufführung im Teatro San Giovanni Crisostomo in Venedig.
- 22. Februar: Die Uraufführung der Oper The Tragedy of Chrononhotonthologos von Henry Carey erfolgt in London.
- 03. März: Am Theater am Gänsemarkt in Hamburg erfolgt die Uraufführung des Pasticcios Circe von Reinhard Keiser auf das Libretto von Johann Philipp Praetorius nach Jan Jacob van Mauritius. Das Pasticcio enthält Musik von Leonardo Vinci, Geminiano Giacomelli, Johann Adolph Hasse und anderen Komponisten.
- 13. März: Anlässlich der Hochzeit von Prinzessin Anne mit Wilhelm IV. von Oranien wird die Serenata Il Parnasso in festa (HWV 73) uraufgeführt. Es ist Georg Friedrich Händels letzte Uraufführung am King’s Theatre. Die eigentliche Vermählung des Paares findet am 25. März statt.
- 08. April: La Betulia liberata, das Libretto zu einer azione sacra in zwei Teilen von Pietro Metastasio wird in der Vertonung von Georg Reutter in der Hofburgkapelle in Wien uraufgeführt.
- 18. Mai: Die Oper Il pastor fido (HWV 8c) von Georg Friedrich Händel, deren Ursprungsversion aus dem Jahre 1712 stammt, kommt in einer überarbeiteten Fassung im King’s Theatre am Haymarket zur Aufführung. Händel hat das Werk umgearbeitet, indem er eine Reihe von Sätzen aus der kurz zuvor entstandenen Serenata Il Parnasso in festa und aus anderen Opern in die Partitur eingliederte.
- 00. Mai: Die Oper Il Demetrio von Francesco Araja auf das Libretto von Pietro Metastasio wird im Teatro delle Grazie in Vicenza uraufgeführt.
- 01. Oktober: Die Oper La gratitudine di Mitridate von Georg Reutter der Jüngere auf das Libretto von Giovanni Claudio Pasquini wird uraufgeführt.
- 25. Oktober: Die Oper Adriano in Siria von Giovanni Battista Pergolesi wird anlässlich des Geburtstages der spanischen Königin am Teatro San Bartolomeo in Neapel uraufgeführt.
- 29. Oktober: Die Pasticcio-Bearbeitung von Johann Adolph Hasses Artaserse, der zweiten berühmten Vertonung des Textes von Pietro Metastasio, wird von der Opera of the Nobility im King’s Theatre am Haymarket in London aufgeführt. Die Oper wurde mit einer Reihe von Einlagearien aus der Feder von Porpora, Attilio Ariosti und Farinellis Bruder Riccardo Broschi zum Pasticcio erweitert.
- 04. November: In der Vertonung von Antonio Caldara wird Pietro Metastasios Libretto La clemenza di Tito anlässlich der Feier des Namenstages von Kaiser Karl VI. am Hoftheater in Wien erstmals aufgeführt.
- 19. November: Die Oper Dafne, festa teatrale von Georg Reutter der Jüngere auf das Libretto von Giovanni Claudio Pasquini wird uraufgeführt.
- 04. Dezember: Das Pasticcio Siface von Giuseppe Sellitto auf das Libretto von Pietro Metastasio mit Musik von Leonardo Vinci, Nicola Antonio Porpora, Geminiano Giacomelli, Johann Adolph Hasse und anderen wird im Teatro San Bartolomeo (laut Angabe im Libretto, laut Corago im Teatro San Carlo) in Neapel erstmals aufgeführt.
- 18. Dezember: Händels erste Oper am Theatre Royal in Covent Garden ist das Dramma per Musica Oreste, ein aus Händels früheren Opern zusammengestelltes Pasticcio. Die Anwesenheit der berühmten Choreographin und Tänzerin Marie Sallé und ihrer Compagnie in London nutzend, hat der Komponist es mit umfangreichen Ballettszenen ausgestattet.
- Francesco Araja – La forza dell’amore e dell’odio (Uraufführung in Mailand)
- Antonio Caldara – Le Lodi d'Augusto
- Giovanni Battista Costanzi
  - La Pertenope (Dramma per musica; Libretto von Silvio Stampiglia; Uraufführung in Rom)
  - La Flora (Dramma pastorale; Uraufführung in Rom)
- Johann Adolph Hasse – Larinda e Vanesio (Intermezzo)

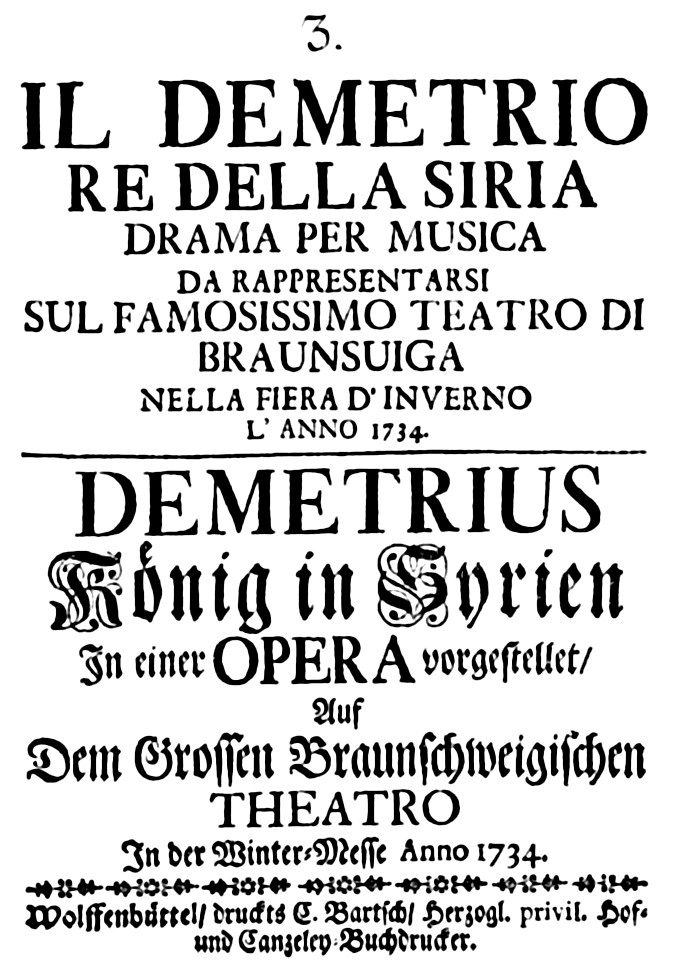
Antonio Caldara – Demetrio – Titelseite des Librettos – Wolfenbüttel 1734
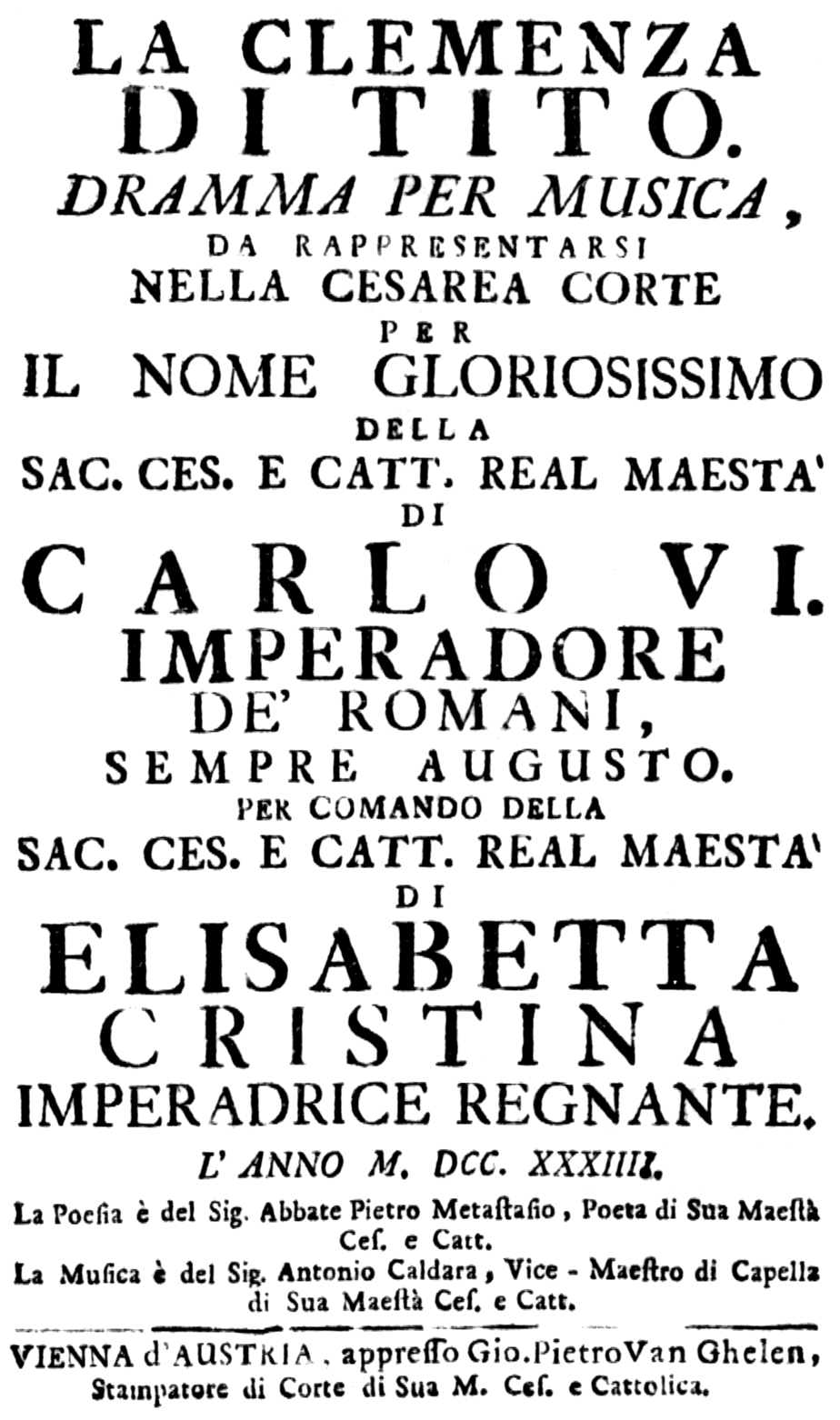
Antonio Caldara – La clemenza di Tito – Titelseite des Librettos – Wien 1734
Geminiano Giacomelli – Merope – Titelseite des Librettos – Venedig 1734
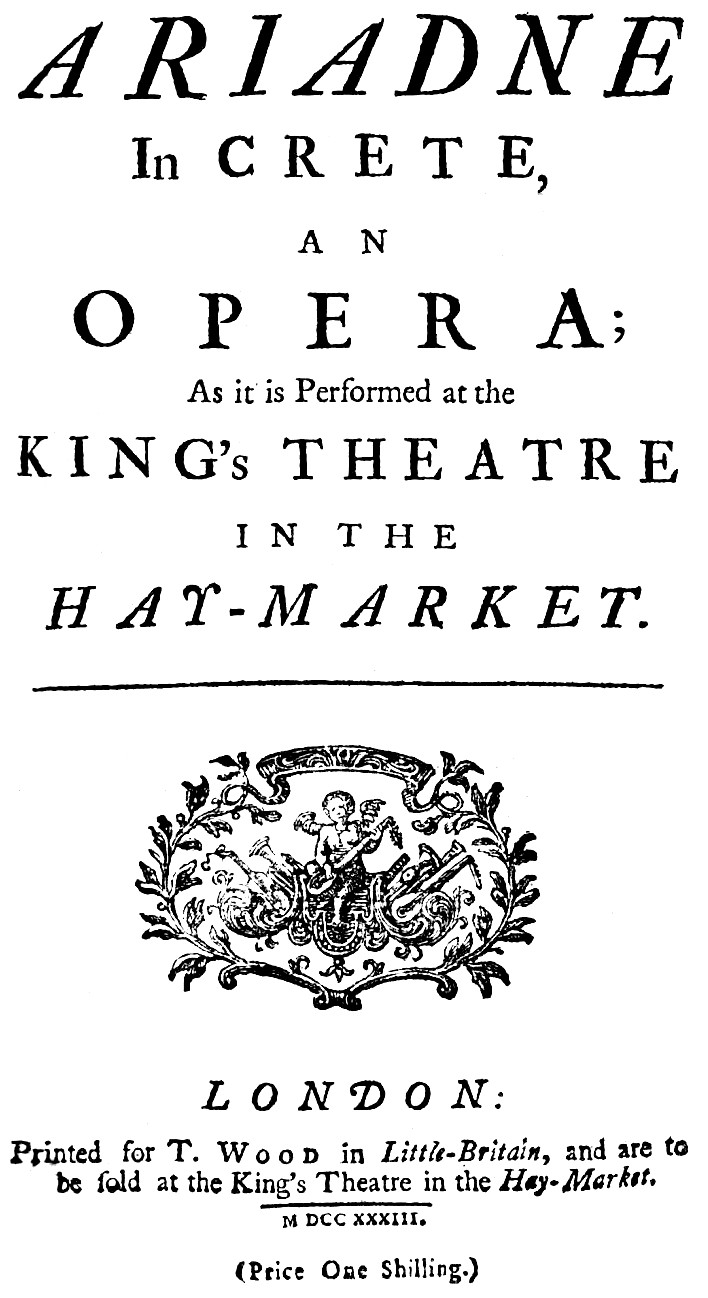
Georg Friedrich Händel – Arianna in Creta – Titelseite des Librettos – London 1734
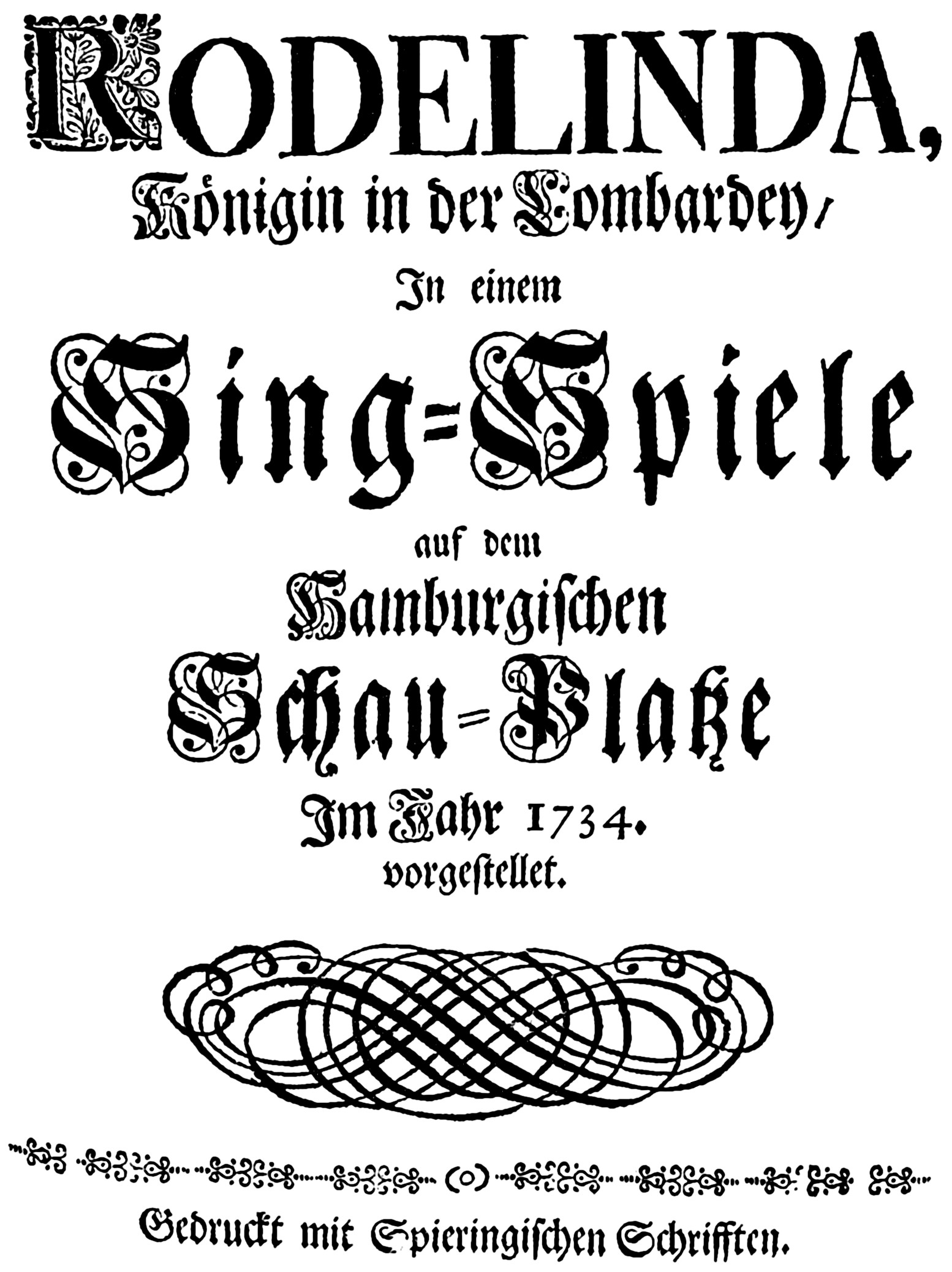
Georg Friedrich Händel – Rodelinda – Titelseite des Librettos – Hamburg 1734
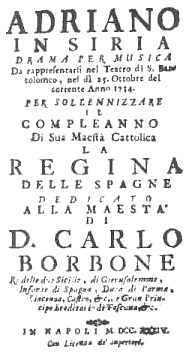
Giovanni Battista Pergolesi – Adriano in Siria – Titelseite des Librettos – Neapel 1734
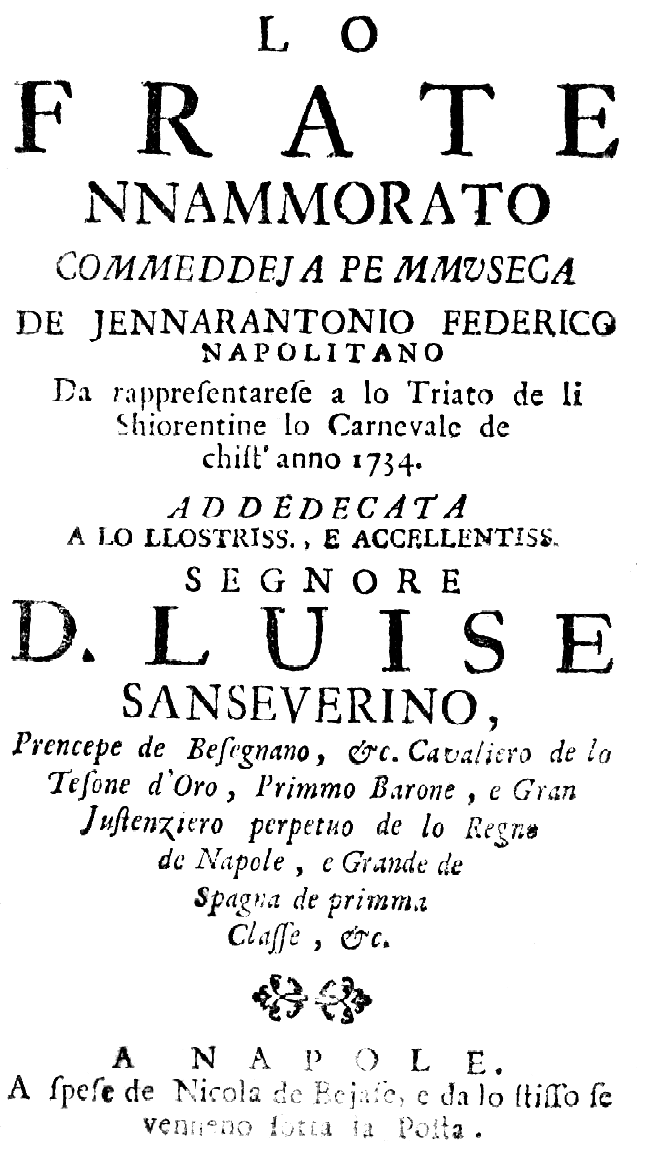
Giovanni Battista Pergolesi – Lo frate ’nnamorato – Titelseite des Librettos – Neapel 1734
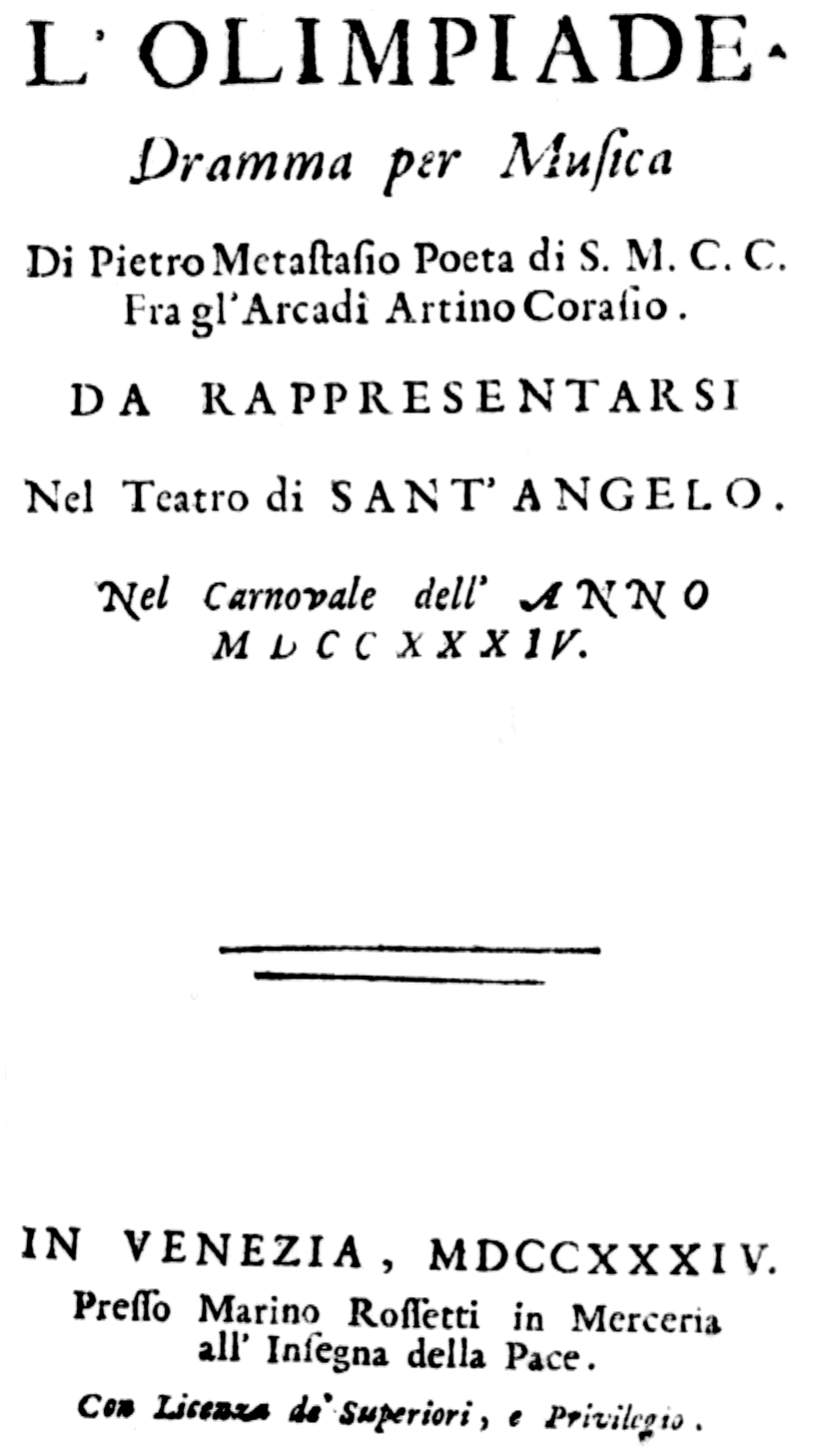
Antonio Vivaldi – L'olimpiade – Titelseite des Librettos – Wien 1734

##### Oratorium
- 08. April: Das Oratorium La Betulia liberata von Georg Reutter der Jüngere auf das Libretto von Pietro Metastasio wird in der Hofburgkapelle in Wien uraufgeführt.
- 25. Dezember: Die Erste Kantate des Weihnachtsoratoriums von Johann Sebastian Bach wird vom Thomanerchor in Leipzig uraufgeführt. Bis zum Januar 1735 wird das gesamte Werk in den beiden Leipziger Hauptkirchen Nikolaikirche und Thomaskirche uraufgeführt.
- Francesco Feo – S. Francesci di Sales
- Jean-Joseph Fiocco – Giesù flagellato
- Johann Adolph Hasse – Il cantico de’ tre fanciulli (Libretto von Stefano Pallavicini; Uraufführung in Dresden)
- Giovanni Battista Martini – Litaniae atque antiphonae finales B. V. Mariae

### Instrumentalmusik

#### Konzerte
- Jaques Aubert – op. 17, 6 Konzerte für vier Violinen, Cello und B. c.
- Christoph Graupner – Ouverture in G-Dur (GWV 466)
- Georg Friedrich Händel – 6 Concerti Grossi, op. 3 (John Walsh, London)
- Johann Melchior Molter – Sonata grossa in D-Dur (MWV 4.5)
- Georg Philipp Telemann – 6 Concerts et 6 Suites
- Antonio Vivaldi – Violinkonzert in C-Dur (RV 177)[1]

#### Kammermusik
- Jaques Aubert
  - op. 15, Stücke für 2 Violinen oder Flöten
  - op. 16, „Les petits concerts“ für Drehleiern, Musettes, Violinen und Oboen
- Joseph Bodin de Boismortier
  - op. 50: 6 Sonates dont la derniere est en Trio (Paris)
  - op. 51: 6 Sonates pour une Flûte traversière et un violon par accords (Paris)
  - op. 52: 4 Balets de Village en Trio, Pour les Musettes, Vieles, Flutes à-bec, Violons, Haubois, ou Flutes traversieres (Paris)
- Giovanni Battista Somis
  - op. 5: sechs Sonate a tre für zwei Violinen und Violoncello/Cembalo (Paris)
  - op. 6: zwölf Sonate da camera für Violine und Violoncello/Cembalo (Paris)

#### Flöte
- Johann Joachim Quantz – 6 Flötensonaten (RISM Q.19)

#### Violine
- Jean-Joseph Cassanéa de Mondonville – 6 Trio Sonatas, op. 2
- Jean-Marie Leclair – 12 Violin Sonatas, op. 5
- Giuseppe Tartini – Violin Sonatas, op. 1
- Georg Philipp Telemann
  - Pyrmonter Kurwoche
  - 12 Solos à violon ou traversiere avec la basse chiffrée
- Carlo Tessarini – Il maestro e discepolo, op. 2

### Tastenmusik

#### Cembalo
- Carl Philipp Emanuel Bach – Konzert für Cembalo in Es-Dur, H.404
- Michel Corrette – Premier Livre de Pièces pour le Clavecin, op. 12
- Jean-François Dandrieu – Troisième Livre de Pièces de Clavecin (8 Suites) (Paris)
- Pierre Février – Pièces de clavecin, Buch 1

### Vokalmusik

#### Geistlich
- Johann Michael Bach – Fürchtet euch nicht
- Johann Sebastian Bach
  - Kantate In allen meinen Taten (BWV 97)[2]
  - 3 Choräle zu Trauungen (BWV 250–252)
  - 149 Chorales (D-LEb Peters Ms. R 18)
- Antonio Caldara – Il giuoco del quadriglio
- Christoph Graupner
  - Tut Busse und lasse sich ein jeglicher (GWV 1104/34)
  - Herr, die Wasserströme erheben sich (GWV 1115/34)
- Giovanni Battista Pergolesi – Messe F-Dur (Uraufführung in der Kirche San Lorenzo in Lucina am 16. Mai)
- Johann Jakob Rambach – Ich bin getauft auf deinen Namen (Kirchenlied)
- Antonio Vivaldi – Vengo a voi, luci adorate (RV 682)

#### Weltlich
- Johann Sebastian Bach
  - Kantate Schweigt stille, plaudert nicht (BWV 211)
  - Kantate Preise dein Glücke, gesegnetes Sachsen (BWV 215)
  - Kantate Thomana saß annoch betrübt (BWV Anh. 19)
- Jean-Baptiste Morin – La chasse du cerf
- Antonio Vivaldi – Kantate Vengo a voi luci adorate (RV 682)[1]

### Instrumentenbau
- Antonio Stradivari
  - fertigt die Violinen Habeneck (ca. 1734), Ames, Baron von Feilitzsch und Hercules (auch hebräisch Kinor David)
  - vollendet die Bratsche Gibson.
- Gottfried Silbermann
  - vollendet die Orgel in der Dorfkirche in Etzdorf (spätestens 1734)
  - beginnt den Bau der Orgel
    - in der Stadtkirche St. Petri in Freiberg
    - in der Friedenskirche (Dorfkirche) in Ponitz und
    - in der Stadtkirche in Frauenstein

## Geboren

### Geburtsdatum gesichert
- 13. Januar: Luka Sorkočević, kroatischer Diplomat und Komponist († 1789)
- 17. Januar: François-Joseph Gossec, wallonisch-französischer Komponist († 1829)
- 20. Februar: Franz Ignaz Beck, deutscher Komponist († 1809)
- 18. März (getauft): Joseph Schmitt, deutscher Komponist und Musikverleger († 1791)
- 28. Mai: Christoph Sonnleithner, österreichischer Jurist und Komponist († 1786)
- 15. Juni: Johann Ernst Altenburg, deutscher Komponist, Organist und Trompeter († 1801)
- 28. Juni: Jean-Jacques Beauvarlet-Charpentier, französischer Organist und Komponist († 1794)
- 11. Juli (getauft): Josef Kohaut, böhmischer Komponist und Lautenist († 1777)
- 30. August: Johann Heinrich Breul, deutscher Komponist, Geiger, Organist und Musikdirektor († 1783)
- 23. September: Ernst Christoph Dressler, deutscher Komponist, Tenor, Geiger und Musiktheoretiker († 1779)
- 13. Oktober: Maciej Kamieński, polnischer Komponist († 1821)
- 07. November: Johann Götz, altösterreichischer Orgelbauer († 1797)
- 18. Dezember: Jean-Baptiste Rey, französischer Komponist, Dirigent und Operndirektor († 1810)

### Genaues Geburtsdatum unbekannt
- Philipp Ernst Wegmann, deutscher Orgelbauer († 1778)

### Geboren vor 1734
- Johann Gottlieb Näser, deutscher Orgelbauer († unbekannt)

## Gestorben

### Todesdatum gesichert
- 26. Februar: Marianna Benti Bulgarelli, italienische Opernsängerin (* um 1684)
- 01. März: Roger North, englischer Rechtsanwalt, Biograf und Musiktheoretiker (* 1653)
- vor dem 6. März: Luigi Antinori, italienischer Opernsänger, Tenor (* um 1697)
- 08. März: Karlmann Pachschmidt, österreichischer Benediktiner und Komponist (* 1700)
- 16. März: Andreas Silbermann, deutscher Orgelbauer im Elsass (* 1678)
- 30. April: Grzegorz Gerwazy Gorczycki, polnischer Komponist (* zw. 1664 und 1667)
- 13. Juni: Nicolaus Vetter, deutscher Organist und Komponist (* 1666)
- 05. September: Nicolas Bernier, französischer Komponist (* 1664)
- 06. Oktober: Gottfried Reiche, deutscher Trompeter und Komponist (* 1667)
- 28. Oktober: Andreas Schwarz, österreichischer Orgelbauer (* unbekannt)
- vor dem 9. Dezember: Gaetano Berenstadt, deutscher Sänger, Altkastrat (* 1687)
- 14. Dezember: Valentin Müller, deutscher Orgelbauer und kurpfälzischer Land- und Hoforgelmacher (* um 1670)

### Genaues Todesdatum unbekannt
- Hilaire Verloge, flämischer Gambist und Komponist in Frankreich (* um 1684)

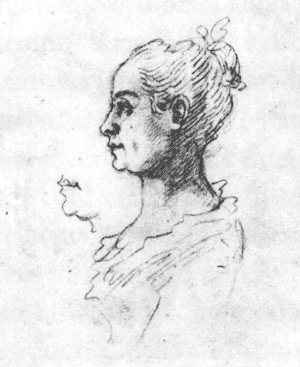
Marianna Benti Bulgarelli
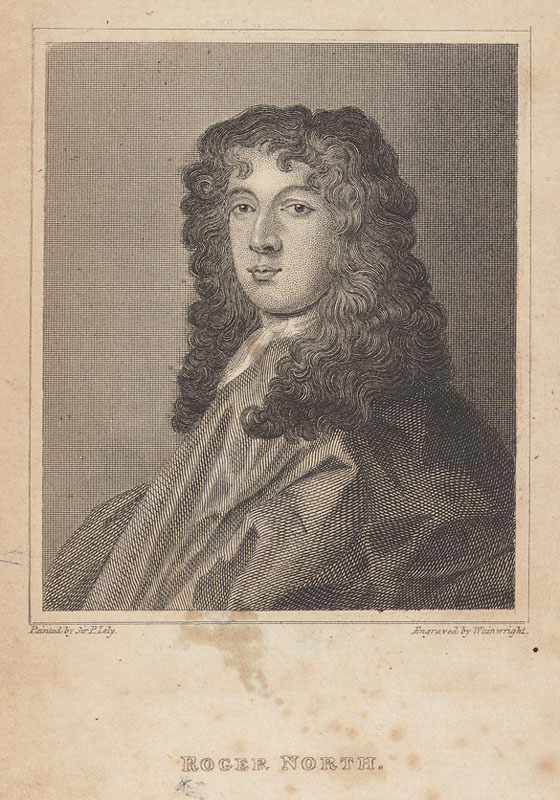
Roger North
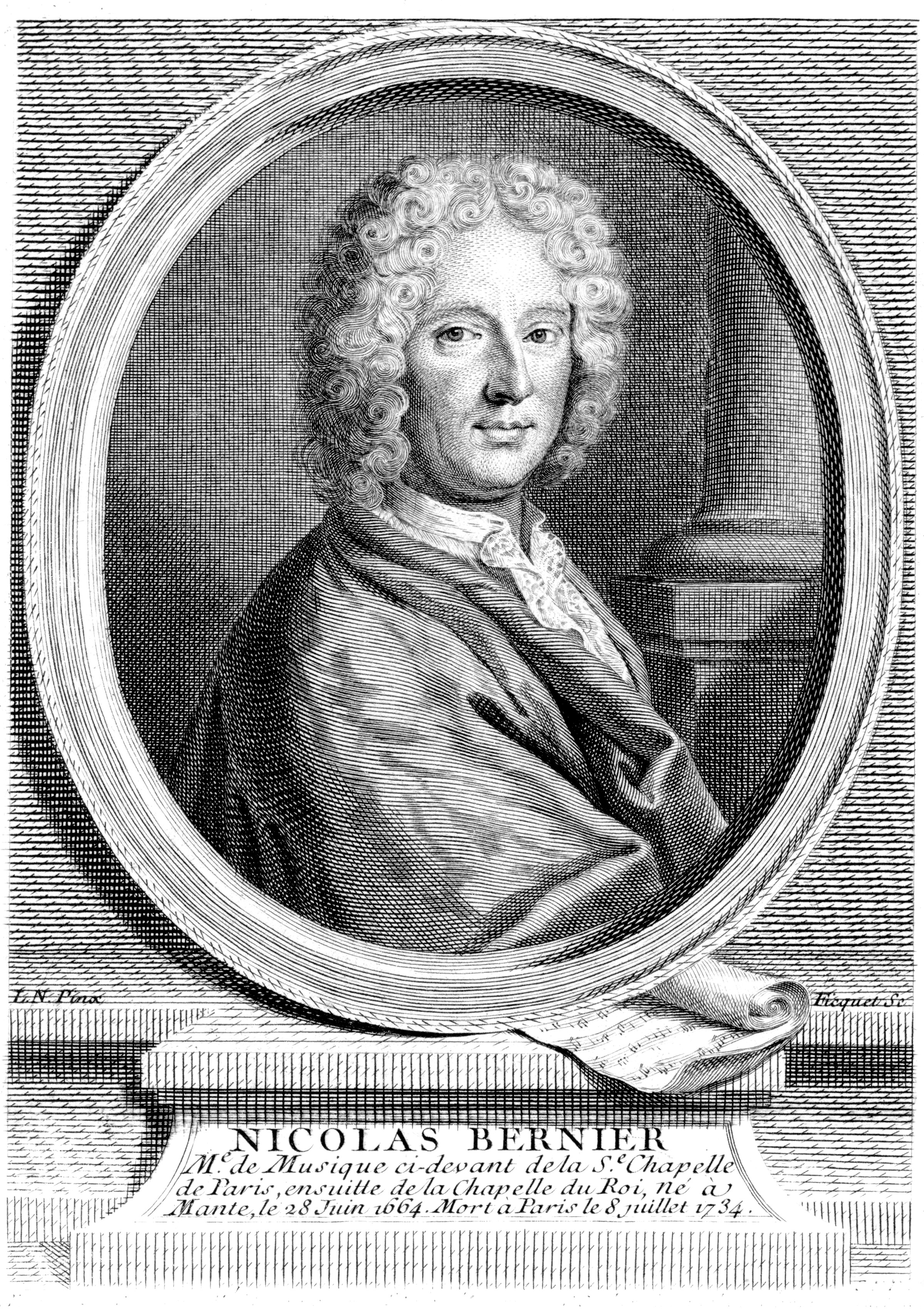
Nicolas Bernier
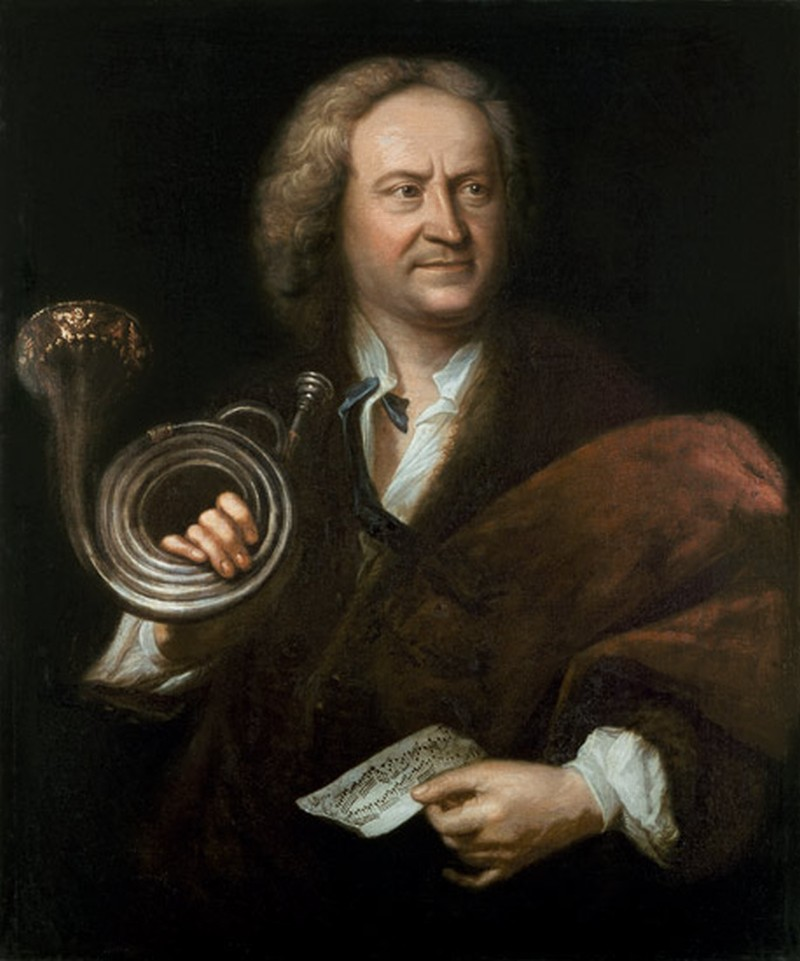
Gottfried Reiche
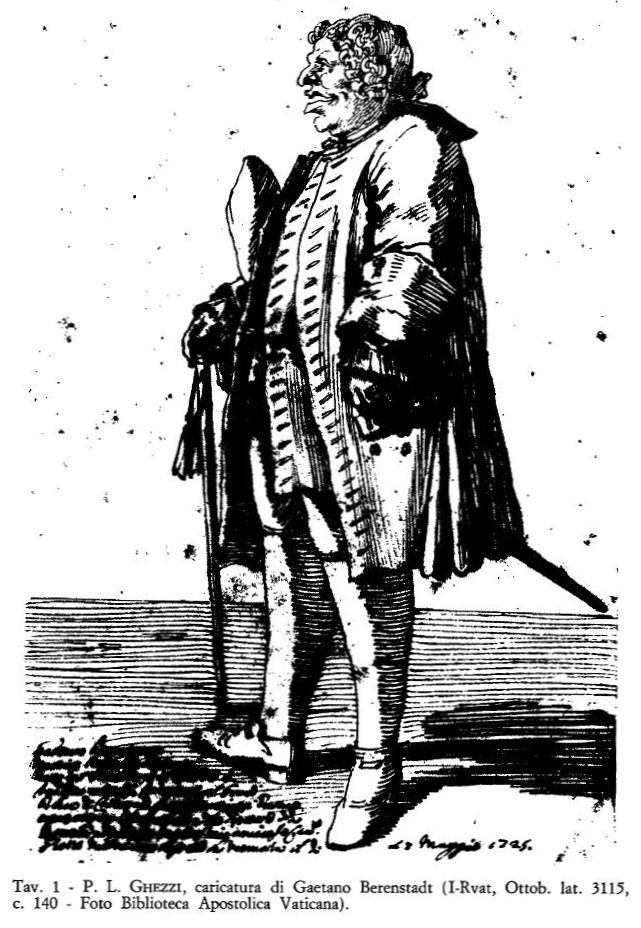
Gaetano Berenstadt